# Drewno pierwotne
Drewno pierwotne – martwa tkanka roślinna przewodząca wodę, powstała w wyniku podziałów miazgi (= kambium) pochodzącej z tkanek zarodka nasiona. Występuje u roślin jednoliściennych i dwuliściennych.
U roślin wieloletnich drewno pierwotne razem z łykiem pierwotnym tworzy pierwotną tkankę przewodzącą. W korzeniu drewno pierwotne przybiera kształt „plusa”. W łodydze tworzy razem z łykiem pierwotnym trójkątne wiązki, które są ułożone koncentrycznie – drewno jest zawsze po wewnętrznej stronie. Między nimi znajduje się miazga wiązkowa (kambium wiązkowe, kambium łykodrzewne).
Pierwsze komórki drewna pierwotnego nazywane są protoksylemem. Komórki tej tkanki nie zawierają włókien drzewnych, są wąskie i delikatne, dzięki czemu ulegają rozciąganiu wraz ze wzrostem organu. Późniejsze komórki drewna pierwotnego różnicują się od walca osiowego i nazywane są metaksylemem. Ich średnica jest większa a w ścianach moją jamki.